# Akio Ōkubo
Akio Ōkubo (Ōkubo Teruo; în japoneză 大久保昭男; n. 1 septembrie 1927 – d. 12 martie 2024) a fost un traducător japonez de literatură italiană și de literatură franceză. Numele real „Teruo” este scris uneori „Akio”.

## Biografie
S-a născut în satul Nishi-Toyota (acum orașul Yachiyo) din Prefectura Ibaraki. După încheierea studiilor secundare la Liceul Daiichi, a fost admis în 1945 la Facultatea de Litere a Universității din Tokyo, specializându-se în limba și literatura franceză. A tradus multe lucrări ale lui Alberto Moravia. A tradus literatură italiană și literatură franceză (inclusiv cărți pentru copii). Ultimii ani, a locuit în orașul Kamakura din Prefectura Kanagawa.
Traducătorul de literatură engleză Yasuo Okubo îi este o rudă îndepărtată.

## Cărți
- Impresii dintr-o călătorie la Moscova (Sanichi Shinsho 1962)
- Vântul de pe cerul Italiei (Shinpyōron, 2006), memorii

## Traduceri (selecție)
- Alberto Moravia, Keibetsu (Il disprezzo) (Shisei-dō, 1964; reeditată ulterior de Kadokawa Bunko)
- Alberto Moravia, Fūfu no ai (L'amore coniugale) (Kadokawa Bunko, 1970)
- Alberto Moravia, Tsuieta yashin (Le ambizioni sbagliate) (Kadokawa Bunko, 1971)
- Alberto Moravia, Rōma no on'na (La romana) (Kadokawa Bunko, 1971)
- Alberto Moravia, Paradaisu (Il paradiso) (Kadokawa Shoten, 1972)
- Jules Verne, Jūgoshōnenhyōryūki (Doi ani de vacanță) (Popurasha, 1984; Popurapoketto Bunko, 2005)
- Victor Hugo, Āmujō (Mizerabilii) (Popurasha, 1985; Popurapoketto Bunko, 2007)